# 吉野川市立東山小学校
吉野川市立東山小学校（よしのがわしりつ ひがしやましょうがっこう）は、かつて徳島県吉野川市美郷字古土地にあった公立小学校。
児童数の減少などの理由で2001年3月31日をもって休校し、同年4月1日に吉野川市立種野小学校に統合された。

## 概要

### 校歌
- 作詞: 小川真澄
- 作曲: 馬木芳雄

### 出身人物
- 後藤田正晴

## 基礎データ
全校生徒数
- 約 - 人

全卒業生数　
- - 人

最寄バス停

## 沿革
- 1872年（明治5年）10月1日 - 東山小学校を創立。
- 1886年（明治19年） - 東山簡易小学校と改称。
- 1892年（明治25年） - 東山尋常小学校と改称。
- 1905年（明治38年） - 東山尋常高等小学校と改称。
- 1909年（明治42年） - 東山千歳尋常高等小学校と改称。
- 1926年（大正15年） - 東山村立東山千歳尋常高等小学校と改称。
- 1932年（昭和7年） - 麻植郡東山千歳尋常高等小学校と改称。
- 1941年（昭和16年） - 東山村国民学校と改称。
- 1947年（昭和22年） - 東山村立東山小学校と改称。
- 1955年（昭和30年） - 美郷村立東山小学校と改称。
- 2001年（平成13年）
  - 3月31日 - 生徒数の減少により廃校。
  - 4月1日 - 吉野川市立種野小学校に統合された。

## 関連学校
- 吉野川市立東山小学校
- 吉野川市立種野小学校
- 吉野川市立美郷中学校